# 欣贝延
欣贝延，旧称新背洋、新平洋，雲南馬幫遷移至此，認為是新的平原而得名。

## 歷史
新平洋是緬甸最北端的城市，印度跟緬甸的邊界城，為中印公路上的一個城市。二次大戰期間，日軍曾佔領此地，作為補給的據點，1943年為中華民國中国远征军攻克此地，打通往雷多的中印公路。此地離終點雷多不到150公里，為印度往東南亞及中华人民共和国的必經之地。

## 地理
新平洋位於胡康河谷群山夾峙中一塊小小的山谷盆地，位置大約在北緯26°東經96°。呈長條狀扼胡康河谷出口，由塔奈河流經。新平洋目前屬緬甸北部克欽邦所轄，有中印公路通過，是一個農村型的小鄉鎮，主要的商業活動是靠販賣農產品或畜產品的市集維生，目前於該地發現金礦改善不少生活。